# Xã Green, Quận Marshall, Indiana
Xã Green (tiếng Anh: Green Township) là một xã thuộc quận Marshall, tiểu bang Indiana, Hoa Kỳ. Năm 2010, dân số của xã này là 1.103 người.